# João (patrício)
João (em latim: Ioannis) foi um oficial bizantino do século VI, ativo durante o reinado do imperador Justiniano (r. 527–565)

## Vida

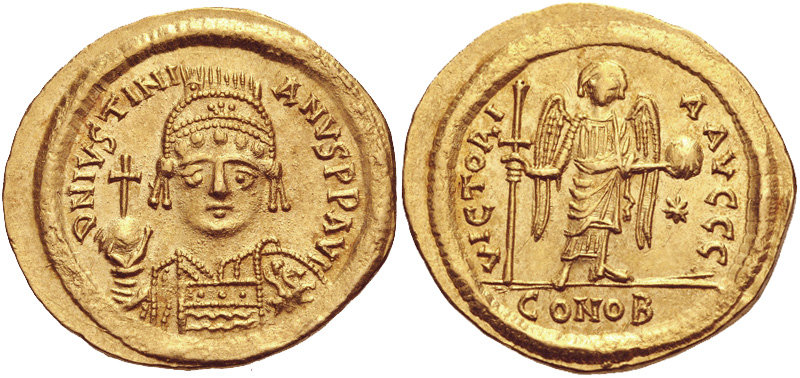
Soldo de Justiniano r.

As origens de João são incertas e talvez seja possível identificá-lo com o homônimo, sobrinho de Vitaliano. Em 559, foi destinatário de cartas do papa Pelágio I (r. 556–561) nas quais aparece como excelência, patrício, caburtário e homem glorioso. Em fevereiro, estava em Aquileia e Pelágio pediu que não entrasse em contato com o clero cismático de Venécia e Ístria. João foi excomungado pelo bispo Paulino I de Aquileia e Valeriano pediu que Paulo admitisse-o na comunhão, o que lhe rendeu uma reprimenda papal.
Em março de 559, o bispo ravenense foi instruído pelo papa para ordenar pessoa qualificada como sacerdote e enviá-la a João, para que aparentemente retornasse à comunhão. Nas cartas de março destinadas a Valeriano e João, Pelágio pede que cooperassem na punição dos cismáticos e que enviem-nos a Justiniano em Constantinopla para julgamento. Os autores da PIRT pensam que João era talvez um mestre dos dois exércitos ativo em Aquileia, mas essa possibilidade é muito incerta.